# Darkest Hour. Ziua decisivă
Darkest Hour. Ziua decisivă (titlu original: Darkest Hour) este un film britanic  din 2017 regizat de Joe Wright. Este creat în genurile biografic, dramă, istoric, de război. Rolurile principale au fost interpretate de actorii Gary Oldman ca  Winston Churchill, Kristin Scott Thomas ca soţia lui Churchill și Ben Mendelsohn ca George al VI-lea al Regatului Unit. Scenariul este scris de Anthony McCarten. Filmul este produs de Tim Bevan, Lisa Bruce, Eric Fellner,  Anthony McCarten și Douglas Urbanski.
Titlul filmului (în original) face referire la o frază creată de premierul britanic Winston Churchill (The Darkest Hour - Cea mai întunecată oră) pentru a descrie perioada celui de-al doilea război mondial între căderea Franței în iunie 1940 și invazia Uniunii Sovietice în iunie 1941 de către Puterile Axei (în total 363 de zile sau 11 luni și 28 zile), când Imperiul Britanic era singur (sau aproape singur după invazia italiană a Greciei) împotriva Puterilor Axei din Europa.
A avut premiera mondială langa Telluride Film Festival la 1 septembrie 2017, a fost prezentat și la Festivalul de Film de la Toronto din 2017. A avut o lansare limitată în SUA la 22 noiembrie 2017, urmat de o lansare generală la 22 decembrie. A fost lansat în Regatul Unit la 12 ianuarie 2018. A avut încasări de peste 124 milioane $ în toată lumea și a fost lăudat de criticii de film.

## Distribuție
- Gary Oldman - Winston Churchill
- Kristin Scott Thomas - Clementine Churchill
- Ben Mendelsohn - George VI
- Lily James - Elizabeth Layton
- Ronald Pickup - Neville Chamberlain
- Stephen Dillane - Edward Wood, 3rd Viscount Halifax
- Nicholas Jones - John Simon, 1st Viscount Simon
- Samuel West - Anthony Eden
- David Schofield - Clement Attlee
- Richard Lumsden - Major-General Hastings Ismay
- Malcolm Storry - General Sir Edmund Ironside
- Hilton McRae - Arthur Greenwood
- Benjamin Whitrow - Sir Samuel Hoare
- Joe Armstrong - John Evans
- Adrian Rawlins - Air Chief Marshal Sir Hugh Dowding
- David Bamber - Vice-Admiral Bertram Ramsay
- David Strathairn - Franklin D. Roosevelt (voice only)
- Jeremy Child - James Stanhope, 7th Earl Stanhope
- Brian Pettifer - Sir Kingsley Wood
- Michael Gould - Charles Vane-Tempest-Stewart, 7th Marquess of Londonderry
- John Atterbury - Sir Alexander Cadogan

## Producție
Filmările au avut loc în perioada ____. Cheltuielile de producție s-au ridicat la 30 milioane $.

## Lansare și primire
A avut încasări de 124 milioane $.